# 彼得·萊利 (政治人物)
彼得·萊利（英語：Peter Lilley，1943年8月23日—）是一位英格蘭政治人物、前保守黨副黨魁。自1997年開始，他擔任希欽和哈彭登選區選出的英國下議院議員。